# 珀兆ATTACKLINE女子排球隊
珀兆ATTACKLINE女子排球隊為企業排球聯賽女子組隊伍之一，以台北市立大學女子排球隊為班底，由珀兆企業成立，以旗下同名運動服飾品牌「ATTACKLINE」為名，於企業13年加入企業聯賽。在首年重金引進外援來自越南國家隊的譚緹和來自菲律賓的艾萊莎，引起熱議。